# Viečiūnai

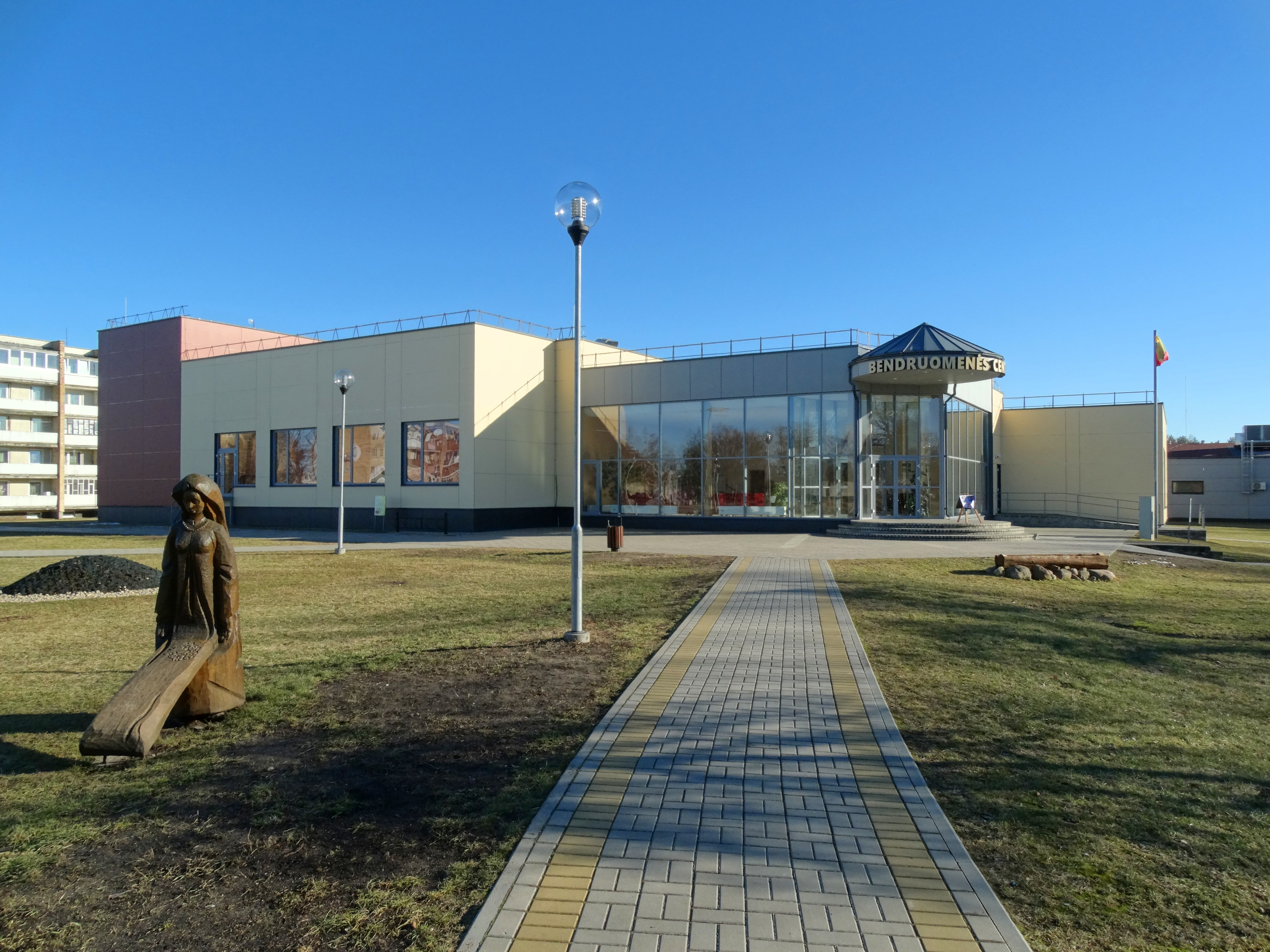
Gemeindehaus in Viečiūnai

Viečiūnai ist ein „Städtchen“ (litauisch miestelis) mit 1708 Einwohnern (2001) in der Gemeinde Druskininkai nordöstlich der Kurortstadt Druskininkai, am rechten Ufer des Nemunas. Es ist das Zentrum des gleichnamigen Amtsbezirks. In Viečiūnai gibt es eine Hauptschule, eine Bibliothek, eine Kinderkrippe-Kindergarten „Linelis“, ein Postamt (LT-66007).
Ab 1963 gab es hier eine Zeche und ab 1975 eine Wollgewebe-Fabrik des sowjetlitauischen Textilbetriebs und der späteren litauischen Aktiengesellschaft AB Drobė. „Drobė“ Viečiūnai ist eine örtliche Basketballmannschaft.